# Duell am Missouri
Duell am Missouri (Originaltitel: The Missouri Breaks) ist ein Spätwestern aus dem Jahr 1976. Regie führte Arthur Penn, die Hauptrollen spielten Jack Nicholson und Marlon Brando.

## Handlung
Der wohlhabende Pferdezüchter David Braxton lässt Sandy, ein Mitglied von Tom Logans Bande von Pferdedieben, aufhängen, nachdem dieser auf frischer Tat ertappt worden war.
Logan beschließt nun zusammen mit seinen Kameraden, Braxton nach und nach zu ruinieren. Sich als harmloser Farmer ausgebend, kauft er ihm mit dem Geld aus einem Zugüberfall ein Stück Land ab, um zur Tarnung eine Ranch aufzubauen. Während er mit dem alten Braxton über den Kauf verhandelt, hat Logans Bande dessen Vorarbeiter aus Rache an demselben Baum aufgehängt, an dem ihr Freund gestorben ist.
Die Konsequenzen lassen nicht lange auf sich warten. Braxton engagiert den exzentrischen Regulator Robert E. Lee Clayton. Der selbsternannte Gesetzeshüter soll das Problem mit den Viehdieben endgültig lösen.
Während Logans Kumpane Braxton systematisch in den Ruin treiben, kommen Tom Logan und Braxtons eigenwillige Tochter Jane einander näher. Auch bewahrt sie Stillschweigen, obwohl sie seine Fassade eines unbescholtenen Farmers bereits durchschaut hat und die Wahrheit kennt. Doch auch Robert Clayton misstraut Logan und versucht ihn zu provozieren, um ihn aus der Reserve zu locken. Als dieser sich darauf nicht einlässt, beginnt Clayton, hinter dessen verschrobenem Gebaren sich ein sadistischer Killer verbirgt, Logans Freunde der Reihe nach umzubringen.
Letztendlich kann Logan sich nicht mehr zurückhalten. Nachdem mit Cal, der für ihn eine Art Vaterfigur war, der letzte seiner Kameraden getötet wurde, lauert er Clayton auf und schneidet ihm die Kehle durch, während dieser schläft. Dann tötet er den alten Braxton, der für alles verantwortlich war, während einer Schießerei. Anschließend packt Logan seine Siebensachen, um irgendwo einen neuen Anfang zu versuchen. Er und Jane Braxton trennen sich, gehen aber trotz allem in Freundschaft auseinander.

## Kritiken
- Lexikon des internationalen Films: „Eigenwilliger, psychologisch differenzierter, mitunter überzogen-aufdringlicher Western, der immer dann spannend wird, wenn das Tempo der äußeren Handlung sich verlangsamt.“[1]

- Cinema: „Selbst Marlon Brando und Jack Nicholson konnten den brutalen Western nicht retten. Das Epos gilt als einer der schlechtesten ‚großen‘ Filme aller Zeiten.“

- Mark Stöhr beurteilt in der Filmzeitschrift schnitt den Film als „poröses Psychodrama“ an Stelle eines Heldenepos. Das lasse uns den Film – der ein typisches Kind der 70er Jahre sei – „fremd, aber keineswegs weniger sehenswert“ erscheinen.[2]

- Phil Hardy merkt an, der Film verschreibe sich der „Einmaligkeit der Figuren“. Er nennt das Ergebnis „atemberaubend“. Brandos Lee Clayton sei „wahrscheinlich die seltsamste Figur des Westerns der 1970er.“ Der Misserfolg des Films an der Kinokasse habe zum Niedergang des Westerngenres Ende der 1970er beigetragen.[3]

- „… ein eigenwilliger Western, der die spannungsreichen und wechselnden Beziehungen zwischen einem selbstherrlichen Farmer, dem Anführer einer Bande von Viehdieben und einem exzentrischen ‚Regulator‘, der die Viehdiebe zur Strecke bringen soll, zum Stoff seines Dramas macht. Der Film zeigt sowohl in der Personenzeichnung als auch in der Erfindung komischer Szenen, die Pathos in Lächerlichkeit umschlagen lassen, eine persönliche Handschrift.“[4]

## Sonstiges
- Der Film heißt im Original „Missouri Breaks“. Die Missouri Breaks sind Steilufer aus Sandstein und Tonschiefer des Missouri River. Einer der Werbeslogans lautete: „Der Eine stiehlt um zu leben, der Andere lebt um zu töten.“

- Der Film ist dem sogenannten New Hollywood zuzuordnen, einer Bewegung, die sich bewusst gegen die etablierten Erzählstrukturen zur Wehr setzt. Der Gangster, der sich gegen das Establishment zur Wehr setzt, ist der Gute, während das Establishment durch Brutalität und Sadismus vertreten wird. Dass der Outlaw am Ende siegt, ist ebenfalls ein Bruch mit den bestehenden Western-Konventionen.

- Der Film befindet sich auf der „Liste der inakzeptablen Filme“ der American Humane Association, da ein Pferd während der Dreharbeiten ertrank. Ein anderes wurde verkrüppelt und mehrere weitere Pferde wurden während einer Massenszene verletzt.

- Während der Dreharbeiten, die im Sommer 1975 in Montana stattfanden, erwies es sich als Problem, dass das Drehbuch noch voller Unstimmigkeiten war. Brando bemühte sich um Verbesserungen am Skript, war über die mangelnde Kontrolle, die Regisseur Penn über die Produktion ausübte, schließlich jedoch so entnervt, dass er am Set – wie bereits in früheren, ähnlichen Fällen – zu querulieren begann und die Rolle des Clayton als Exzentriker spielte, mit irischem Akzent sprach und mit kleinen Gags, die zum Film eigentlich keinerlei Bezug hatten, den anderen Mitwirkenden die Show stahl.

- Es gab gelegentlich Spannungen zwischen Jack Nicholson und Marlon Brando, der wollte, dass Nicholsons Rolle in einen abgehalfterten Indianer umgeschrieben wird, was aber verhindert wurde. Auch machte Brando sich einen Spaß daraus zu erzählen, er habe während der Dreharbeiten ein Tête-à-tête mit Nicholson gehabt, was dieser energisch bestritt.

- Jack Nicholson mochte es nicht, dass Marlon Brando mit Stichworttafeln arbeitete. Während ihrer gemeinsamen Szenen wurde Nicholson jedes Mal in seiner Konzentration gestört, wenn Brando einen Seitenblick auf die Tafel hinter dem Kameramann warf.[5]

- Marlon Brando erhielt eine Gage in Höhe von 1 Million US-Dollar für fünf Wochen Arbeit und eine Beteiligung an den Einspielergebnissen von 11,25 %. Jack Nicholson erhielt für zehn Wochen eine Gage von 1,25 Millionen US-Dollar und eine 10%ige Gewinnbeteiligung.

- Duell am Missouri, dessen Uraufführung im Mai 1976 stattfand, wurde ein künstlerischer und kommerzieller Misserfolg, gilt jedoch als derjenige Film, in dem Brando zum letzten Mal einen Rest von Originalität und Brillanz gezeigt hat.[6]